# Michel Morin (homme à tout faire)
Pour les articles homonymes, voir Michel Morin et Morin.

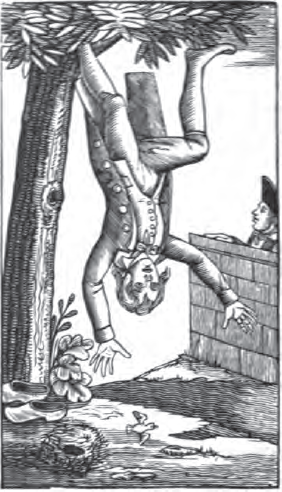
Le factotum Michel Morin trouve la mort en tombant de l'orme sur lequel il tentait de dénicher un nid de pie.

Un Michel Morin est, dans quelques régions françaises, un homme à tout faire. C'est donc également un synonyme de factotum, touche-à-tout, bricoleur.

## Origine de l'expression
Cette antonomase remonte à des textes humoristiques anonymes, dont on trouve trace dès 1713. 
Le premier texte est un pastiche d'éloge funèbre, racontant les aventures d'un dénommé Michel Morin, homme à tout faire, bedeau de la commune de Beauséjour en Picardie. L'éloge commence par un jeu de mots entre « Omnis homo (est) mortalis »  et « Omnis homo » (« tout homme est mortel » et « l'homme de tout », en latin), ainsi la maxime biblique peut se relire en « l'homme à tout faire est mortel », prédiction funeste qui ne manquera de se vérifier pour Michel Morin, qui semble doué pour tout (le texte détaille sur plusieurs pages les besognes diverses et variées pour lesquelles il excellait : sonner les cloches, chanter, couper le bois, faire des fagots, pêcher, chasser, cuisiner, rendre service aux gens…), mais notre héros finira par trouver la mort en tombant d'un orme (l'image ci-contre reprend l'illustration de l'édition de 1753 de l'imprimerie d'Épinal).  
Le deuxième texte repose sur un humour du type lapalissade (Michel Morin dictant son testament ubuesque à un notaire) et peut se voir comme une suite de l'éloge funèbre.  L'imprimatur de ce deuxième texte étant donné le 10 août 1728 par un dénommé Grosley, Charles Nisard reconnaît dans ces textes la patte de Pierre-Jean Grosley, ce qui est douteux vu qu'il avait alors dix ans (mais cela reste possible de par la formation classique de l'époque) ; il est donc dans tous les cas plus probable que l'imprimatur fut donné par un parent de Pierre-Jean Grosley…
Il existe par ailleurs un poème macaronique (= latin de cuisine burlesque) intitulé Funestissimus Micheli Morini trepassus (ou une permutation de ces mots, suivant les éditions), mais il est pour l'instant difficile de savoir quel texte fut la source des autres (le style naïf du texte peut fort bien être dû à un enfant de 10 ans, déjà initié aux macaronées, en vogue à l'époque). Divers auteurs ont indiqué, à tort, que ce poème a été publié en 1724, chez Boscheron, 
dans les Carpenteriana de François Charpentier, mais il s'avère que cet ouvrage ne fait nulle part allusion à Michel(i) Morin(i). Cette macaronée n'étant pas citée par Gabriel Naudé, elle n'a donc pas été créée avant 1653.
En revanche, cette histoire de Michel Morin trouve clairement sa filiation dans d'autres éloges pastiches, comme le montrent des textes en occitan dus à l'abbé Jean Chapelon (frp), qui s'est lui-même inspiré d'écrits humoristiques de son père et grand-père (Antoine et Jacques),.
Le texte et ses nombreux avatars ont connu une diffusion importante (notamment orale, un peu à la façon des contes). Il n'est pas impossible que Grosley (membre de la Société royale de Londres et encyclopédiste), ou encore ses comparses de l'Académie de Troyes, n'aient fortement œuvré à cette diffusion. Toutefois, l'histoire ayant eu le génie de décrire un caractère universel, personnifiant ainsi le factotum par excellence, l'histoire a pu aisément se répandre par simple colportage.
Chez certains auteurs, l'expression a parfois un sens péjoratif (un homme qui se mêle de tout, alors que cela ne le regarde pas), comme c'est le cas dans un pamphlet contre Voltaire.

## Évolution de l'expression
Au fil des siècles, la pseudo-biographie de Michel Morin se retrouve dans divers livres pour enfants,, ou encore dans un poème de 1570 vers en breton composé par Claude-Marie Le Laé en 1766. L'usage en tant qu'antonomase est manifeste vers 1792, se retrouve chez de nombreux auteurs français, dans une méthode/dictionnaire français-anglais en 1834 (qui traduit un Michel Morin par a Jack of all trades) et chez des auteurs anglais ; l'histoire est aussi bien connue au Québec,. 
De nos jours, l'utilisation de l'expression « Michel Morin » pour désigner le métier d'homme à tout faire est très localisée, essentiellement dans le Bordelais et dans les Antilles (où le sens est proche du terme antillais de « djobeur », sans impliquer d'aspect de travail au noir),,,